# 니콜라 로페즈
니콜라 로페즈(프랑스어: Nicolas Lopez, 1980년 11월 14일~)는 프랑스의 전직 펜싱 선수로 주 종목은 사브르이다. 현역 시절 2008년 하계 올림픽에서 개인전 은메달과 단체전 금메달을 획득했으며 세계 펜싱 선수권 대회 단체전에서 금메달 1개, 은메달 1개, 동메달 1개를 획득했다.